# احمه تپه
احمه تپه مربوط به دوره اشکانیان - دوره ساسانیان است و در شهرستان ملکان، بخش لیلان، چسبیده به ضلع جنوبی شهر لیلان واقع شده و این اثر در تاریخ ۲۷ اسفند ۱۳۸۶ با شمارهٔ ثبت ۲۲۵۷۳ به‌عنوان یکی از آثار ملی ایران به ثبت رسیده است.